# Gwen Verdon
Gwen Verdon (Culver City, 13 de janeiro de 1925 - Woodstock, 18 de outubro de 2000) foi uma atriz e dançarina estadunidense. Em 1950 ela estreou na Broadway no musical de Cole Porter, Alive and Kicking, e em 1953 ela ganhou seu primeiro Tony Award.
Em seu obituário, o New York Times escreveu que "Verdon foi a melhor dançarina de todos os tempos a iluminar os palcos da Broadway".

## Filmografia
| Ano  | Título                                    | Papel                            | Nota(s) |
| ---- | ----------------------------------------- | -------------------------------- | --- |
| 1936 | The King Steps Out                        | bailarina                        | sem créditos |
| 1943 | Hoosier Holiday                           | animadora de torcida             | sem créditos |
| 1945 | The Blonde from Brooklyn                  | garota no Nightclub              | sem créditos |
| 1951 | On the Riviera                            | dançarina                        | sem créditos |
| 1951 | David and Bathsheba                       | dançarina                        | sem créditos |
| 1951 | Meet Me After the Show                    | Sappho                           | sem créditos, dançarina em "No Talent Joe", cantado por Betty Grable                                              |
| 1952 | Dreamboat                                 | garota                           | sem créditos |
| 1952 | The Merry Widow                           | dançarina                        | sem créditos |
| 1953 | The I Don't Care Girl                     | dançarina                        | sem créditos |
| 1953 | The Mississippi Gambler                   | Voodoo Dancer                    | sem créditos |
| 1953 | The Farmer Takes a Wife                   | Abigail                          | sem créditos |
| 1955 | Gentlemen Marry Brunettes                 | dançarina                        | sem créditos |
| 1958 | Damn Yankees                              | Lola                             | Indicada—Prêmio BAFTA de Cinema: Melhor Ator Estreante                                                            |
| 1978 | Sgt. Pepper's Lonely Hearts Club Band     | convidada no Heartland           | |
| 1982 | Creepshow                                 | Voice of Lenora Castonmeyer      | sem créditos |
| 1984 | The Cotton Club                           | Tish Dwyer                       | |
| 1985 | Cocoon                                    | Bess McCarthy                    | Indicada—Saturno de melhor atriz coadjuvante                                                                      |
| 1987 | Nadine                                    | Vera                             | |
| 1988 | Cocoon: The Return                        | Bess McCarthy Selwyn             | |
| 1990 | Alice                                     | mãe de Alice                     | |
| 1994 | Oldest Living Confederate Widow Tells All | Etta Pell, Nursing Home Resident | |
| 1996 | Marvin's Room                             | Ruth Wakefield                   | Indicada—Screen Actors Guild para melhor elenco em cinema Indicada—Screen Actors Guild de melhor atriz secundária |
| 1999 | Walking Across Egypt                      | Alora                            | |
| 2000 | Bruno                                     | Mrs. Drago                       | |